# 贊基 (切爾尼希夫州)
51°11′49″N 31°59′2″E / 51.19694°N 31.98389°E
贊基（烏克蘭語：Заньки）是烏克蘭北部切爾尼希夫州尼任區韦尔蒂伊夫卡市镇的村莊，處於斯莫良卡河畔，面積4.284平方公里，海拔高度127米，2001年人口405。